# ソーダ (藍坊主のアルバム)
『ソーダ』は、日本のバンド藍坊主の2枚目のアルバム。

## 解説
- 前作「ヒロシゲブルー」以来、一年ぶりのアルバム。
- CD-EXTRA仕様で「瞼の裏には」のPVを収録。
- 収録曲の半分がベストアルバムに収録されている。

## 収録曲
- （全曲）編曲：藍坊主・時乗浩一郎

1. 雨の強い日に(4:58)
作詞・作曲：藤森真一
2. 螺旋(2:56)
作詞・作曲：佐々木健太
  - 1stシングルc/w。 ウズラと順番が逆になっている。
3. ウズラ (album ver.)(4:30)
作詞・作曲：佐々木健太
  - 1stシングルのアルバムバージョン。
4. 瞼の裏には(4:21)
作詞・作曲：藤森真一
  - PVが製作されている。
5. ポランスキーナ(4:18)
作詞・作曲：佐々木健太
6. 水に似た感情(3:34)
作詞・作曲：佐々木健太
7. ただ「生きる」ということ(4:14)
作詞・作曲：藤森真一
8. ガーゼ(4:12)
作詞・作曲：佐々木健太
  - ベストアルバム「The very best of aobozu」ではシングル曲を抑えDISC2の1曲目に収録された。
9. ロボハートストーリー(3:56)
作詞・作曲：藤森真一
10. やさしい うれしい(4:08)
作詞・作曲：藤森真一